# Alejandro Amenábar
Alejandro Fernando Amenábar Cantos, född 31 mars 1972 i Santiago, Chile, är en chilensk-spansk filmregissör, manusförfattare och filmmusikkompositör.

## Biografi
Amenábar är son till en chilensk far och en spansk mor; hans familj lämnade Chile kort tid innan militärkuppen 1973, och bosatte sig i Madrid. Från 1990 studerade han vid Complutenseuniversitetet i Madrid, och började under studietiden göra kortfilmer. Sitt genombrott fick Amenábar med långfilmsdebuten Tesis (1996), som vann Goyapriset i sju kategorier, bland annat för Bästa film.
År 2004 fick han, tillsammans med Fernando Bovaira, en Oscar för Gråta med ett leende i kategorin Bästa utländska film. En annan uppmärksammad film är Abre los ojos (1997). Denna film adapterades och spelades fyra år senare in i Hollywood, med titeln Vanilla Sky. Penélope Cruz spelar den kvinnliga huvudrollen i båda filmatiseringarna.

## Filmografi (i urval)
| 1992 | Himenóptero (kortfilm) | Ja | Ja |    | Ja |
| 1995 | Luna (kortfilm)        | Ja | Ja |    | Ja |
| 1996 | Tesis                  | Ja | Ja |    | Ja |
| 1997 | Abre los ojos          | Ja | Ja |    | Ja |
| 1999 | Fjärilens tunga        |    |    |    | Ja |
| 1999 | Nadie conoce a nadie   |    |    |    | Ja |
| 2001 | The Others             | Ja | Ja |    | Ja |
| 2004 | Gråta med ett leende   | Ja | Ja | Ja | Ja |
| 2009 | Agora                  | Ja | Ja |    |    |
| 2015 | Regression             | Ja | Ja | Ja |    |